# Sébastien Allard
Sébastien Allard est un historien de l'art et conservateur général du patrimoine, né à Paris le 30 octobre 1967. Il est actuellement le Directeur du département des Peintures du musée du Louvre.

## Biographie
Ancien élève de l'École normale supérieure (promotion L1988), diplômé de l'Institut d'études politiques de Paris (1991) et de l'École nationale du patrimoine (reçu major, promotion Arcimboldo, 1995), il a été directeur adjoint du musée de Grenoble (1996-97), avant de rejoindre, en 1997, le département des Peintures du musée du Louvre, comme conservateur de la peinture française du XIXe siècle ; il a pris la direction du département des Peintures en 2014.
Sébastien Allard est spécialiste de l'art du XIXe siècle, et particulièrement du romantisme. Il a été commissaire de nombreuses expositions internationales dont : Dante et Virgile aux enfers d'Eugène Delacroix (Paris, musée du Louvre, 2004) ; Portraits publics, portraits privés 1770-1830 (Paris, Galeries nationales du Grand Palais et Londres, Royal Academy of Arts de Londres, 2006) ; Babylone (Paris, musée du Louvre, Berlin, Pergamon Museum et Londres, The British Museum, 2008-2009) ; Delacroix De l'idée à l'expression (Madrid, Caixa Forum et Barcelone, Caixa forum, 2011-2012) ; De l'Allemagne (Paris, musée du Louvre, 2013) ; Valentin de Boulogne. Réinventer Caravage (Paris, musée du Louvre, 2017). En 2018, il a été le commissaire de l'exposition Corot. Le peintre et ses modèles au musée Marmottan-Monet et de la grande rétrospective consacrée à Delacroix au musée du Louvre et au Metropolitan Museum de New York. En 2023, il est le commissaire de l'exposition Naples à Paris. Le Louvre invite le musée de Capodimonte (Paris, musée du Louvre, juin 2023 - janvier 2024).
Il est l'auteur de nombreux ouvrages et essais, notamment : Paris, 1820. L'affirmation de la génération romantique (Berne, Peter Lang, 2005) ; Ingres. La réforme des principes (1806-1814) (Lyon, Fage éditions 2006) en collaboration avec M. Cl. Chaudonneret ; Le Louvre à l'époque romantique. les décors du palais (1815-1835) (Lyon, Fage éditions, 2006) ; L'Art français le XIXe siècle (Paris, Flammarion, 2008), sous la direction d'Henri Loyrette, et en collaboration avec Laurence des Cars ; L'Enfant dans la peinture (Paris, Citadelles et Mazenod, 2011) avec Nadeije Dagen et Emmanuel Pernoud ; Le Suicide de Gros : les peintres de l'Empire et la génération romantique (Paris, Gourcuff éditions, 2011) avec M.-Cl Chaudonneret, qui a reçu le Prix de l'Essai de l'Académie française.
En 2010, il a été le commissaire de l'invitation au musée du Louvre de Patrice Chéreau et a organisé, à cette occasion, avec Patrice Chéreau et Vincent Huguet deux expositions : Les Visages et les corps et Derrière les images.
En 2022, il conseille scientifiquement le spectacle Forêt d'Anne Teresa De Keersmaeker et Némo Flouret qui a lieu dans les salles de peintures de l'aile Denon au Louvre.

## Décorations
- Chevalier de l'ordre national du Mérite Il est fait chevalier le 15 novembre 2018[2].
- Prix de l'Essai de l'Académie française en 2011